# Mecostibus minor
Mecostibus minor är en insektsart som först beskrevs av Bruner, L. 1910.  Mecostibus minor ingår i släktet Mecostibus och familjen Lentulidae. Inga underarter finns listade i Catalogue of Life.